# Chenaux fuégiens

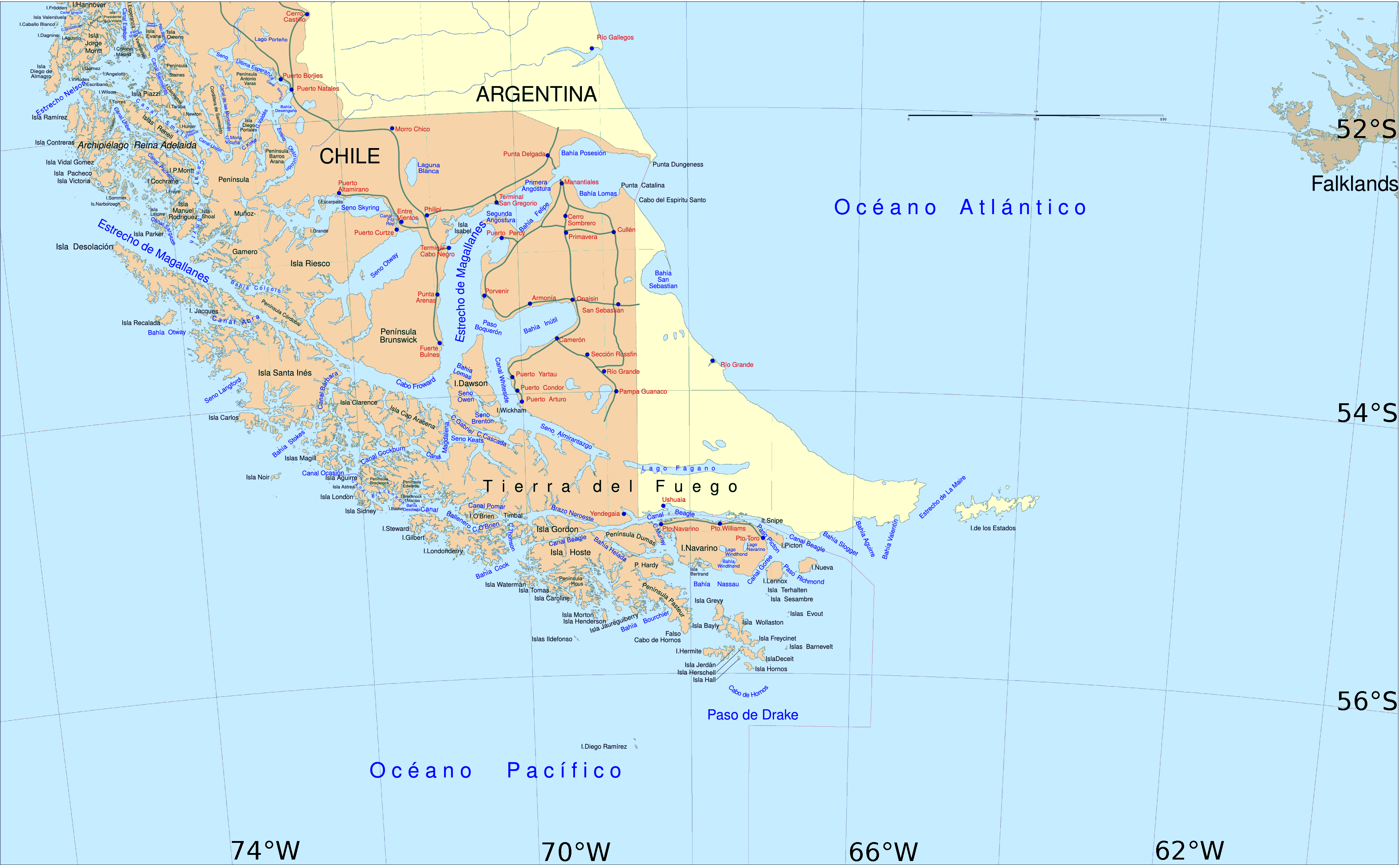
Pointe sud de l'Amérique australe

Les chenaux fuégiens ou canaux fuégiens sont un ensemble de chenaux qui entourent les îles formant l'archipel de la Terre de Feu, dans les régions australes du Chili et de l'Argentine. Ils se situent au sud du détroit de Magellan qui les sépare de leurs équivalents septentrionaux dits « canaux patagoniens »
Administrativement, les chenaux fuégiens appartiennent à la région de Magallanes et de l'Antarctique chilien et à la province argentine de la Terre de Feu.

## Histoire
Jusqu'à la première moitié du XIXème siècle et à l'exception de quelques navires d'exploration, ces chenaux étaient exclusivement parcourus en canoë par les peuples yagan et kawésqar qui en tiraient, par la pêche, une partie de leur subsistance depuis plus de 7500 ans. 
Au début du XXIe siècle, ces deux peuples, comme les autres peuples autochtones voisins de la Terre de Feu (Selknams et Haushs), frôlent l'extinction sous l'effet de la colonisation qui a commencé dans la seconde moitié du XIXe siècle.  
A ce jour ces peuples sont rassemblés au sein de communautés et représentent plusieurs milliers de personnes, dont la Communauté Indigène Yagan de la Baie Mejillones (Puerto Williams, Chili), la Communauté Indigène Yagan Paiakoala d'Ushuaia (Argentine) et la Communauté Indigène Kawésqar Nomades de la Mer de Punta Arenas (Chili),. 

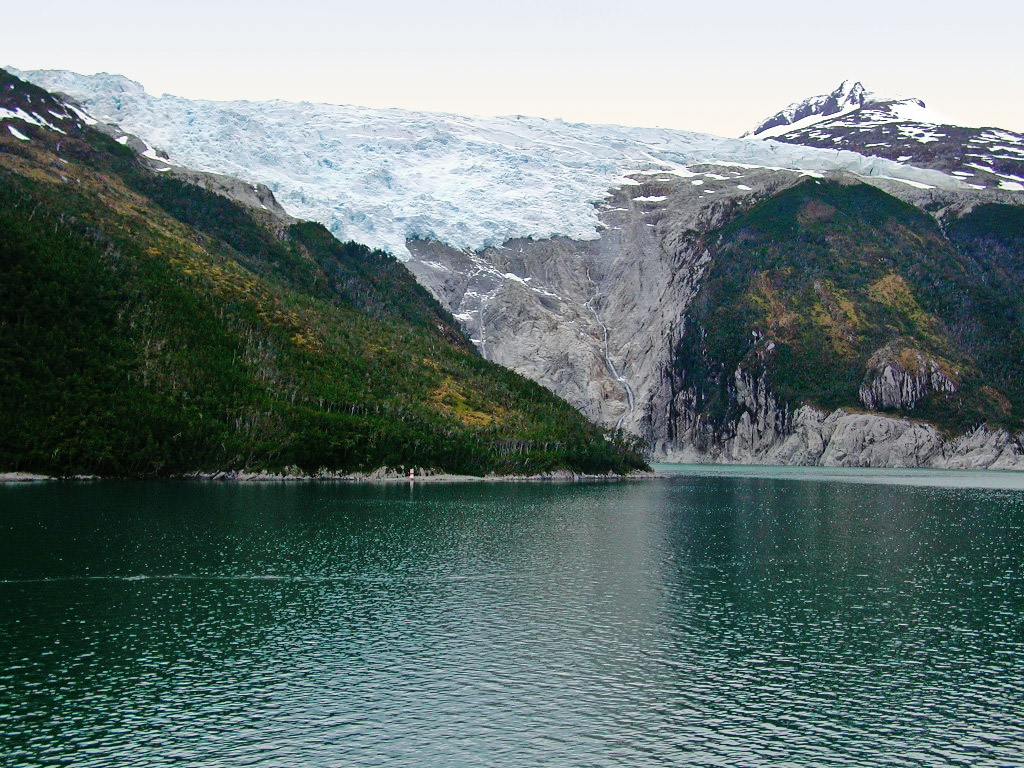
Glacier romanche donnant sur le canal Beagle

## Géographie
Composant principal du système du sud de la Patagonie, les canaux fuégiens constituent un ensemble de passages maritimes étroits et sinueux qui sillonnent la région de la Terre de Feu, principalement en territoire chilien. Ce réseau hydrographique est le résultat de la tectonique active du bassin Magellanien, combinée à une forte érosion glaciaire quaternaire. L’enchevêtrement de chenaux — parmi lesquels les plus connus sont le canal Beagle, le canal Murray et le canal Ballenero — relie les détroits de Magellan et de Le Maire, en traversant un massif insulaire complexe.
La bathymétrie de ces chenaux varie fortement, avec des profondeurs pouvant excéder 300 mètres dans certains fjords latéraux, tandis que de nombreux seuils glaciaires, aussi appelés verrous, affleurent parfois près de la surface, imposant une navigation de précision. Les berges sont souvent abruptes, avec un relief structurel hérité du socle andin, où alternent strates métamorphiques et intrusions granitiques, le tout recouvert localement de glaciers, moraines et de dépôts glacio-marins récents.
L’extension méridionale du système atteint l’archipel du Cap Horn, où l’île Horn (55°58′ S / 67°16′ W). Ici, la géomorphologie est extrême : l’île Horn se dresse sous forme d’un plateau basculé, dominé par une falaise exposée de plus de 400 m de hauteur, plongeant abruptement dans le passage de Drake. Cette région se singularise par la conjonction dynamique du courant circumpolaire antarctique et des eaux atlantiques et pacifiques, générant des courants de marée intenses (>4 nœuds localement), et par la variabilité directionnelle et verticale du vent, sous l’effet du relief et de la circulation atmosphérique sub-antarctique.
La cartographie fine révèle aussi le rôle des archipels voisins (Wollaston, Herschel, Deceit, Hermite), qui démultiplient les chenaux secondaires et multiplient les abris naturels mais aussi les goulets exposés aux rafales catabatiques. Les conditions hydroclimatiques locales sont caractérisées par une pluviométrie annuelle très élevée (>4,500mm sur certains contreforts ouest) et des températures moyennes basses (3°C à 8°C selon l’altitude et l’exposition). Des icebergs et growlers y sont observés, issus soit des fronts glaciaires insulaires soit, beaucoup plus rarement, de l'Antarctique. 

## Flore et faune
Enfin, cette connectique hydrographique et orographique influe directement sur les gradients de salinité, la stratification des masses d’eau, et la répartition spécifique d'une biodiversité subantarctique adaptée : macroalgues géantes, faune benthique endémique, et de vastes populations de mammifères marins et d'oiseaux pélagiques. Cette région, du fait de sa complexité tectonique, de son hydrologie dynamique, de sa climatologie extrême et de sa richissime mosaïque écologique, demeure l’un des laboratoires naturels les plus prisés par la recherche marine, glaciologique et climatique contemporaine. La plus grande diversité au monde de bryophytes y est observée et étudiée, et une large part des canaux fuégiens est protégée au sein de deux parc nationaux réunis au sein de la Réserve de Biosphère Cabo de Hornos depuis 2005 (programme MAB-UNESCO). 

## Sources , notes et autres références
- (es) Cet article est partiellement ou en totalité issu de l’article de Wikipédia en espagnol intitulé « Canales fueguinos » (voir la liste des auteurs).

1. ↑  Association Karukinka, « La communauté yagan de la baie Mejillones publie un protocole des bonnes pratiques à son égard », sur Karukinka.eu, 14 juin 2017 (consulté le 25 juillet 2025)
2. ↑  Association Karukinka, « Avis pour que les peuples autochtones participent au Conseil consultatif provincial des forêts natives », sur Karukinka.eu, 31 août 2024 (consulté le 25 juillet 2025)
3. ↑  Association Karukinka, « Où se trouve le cap Horn ? Localisation et caractéristiques d’un point géographique mythique », sur Karukinka.eu, 12 juillet 2025 (consulté le 25 juillet 2025)
4. ↑  Association Karukinka, « Réserve de biosphère de Cabo de Hornos : un sanctuaire subantarctique d’exception », sur karukinka.eu, 23 juillet 2025 (consulté le 25 juillet 2025)